# Пилгрим от Пасау
Пилгрим (на немски: Pilgrim von Passau, Piligrim; на латински: Pilegrinus, Peregrinus; * ок. 920; † 21 май 991, Пасау) е 18. епископ на Пасау (971 – 991).

## Биография
Баща му е от старата баварска фамилия Зигхардинги, майка му е от род Арибони.
Пилгрим учи в манастир Нидералтайх и вероятно е каноник там. През 971 г. император Ото I го прави епископ на Пасау. Понеже по време на въстанието на херцозите Хайнрих II от Бавария и Хайнрих I от Каринтия Пилгрим е на страната на император Ото II, през 977 г. Пасау е обсаден и разрушен. Пилгрим получава от императора собствености в Марката на Изток.
Пилгрим помага за мисионизирането на маджарите чрез кръщаването на княз Геза Унгарски и синът му Стефан I Унгарски през 975 или 985 г. Той прави мисионера в Унгария Свети Волфганг през 972 г. епископ на Регенсбург.
В края на 12 век Пилгрим е честван като Светия. Герой е в Песен за Нибелунгите.